# Płomień w Oklahomie
Płomień w Oklahomie – powieść autorstwa polskiego pisarza Wiesława Wernica z 1970 roku. 
Książka opowiada o przygodach trapera Karola Gordona i doktora Jana. Fabuła tej powieści przygodowej rozgrywa się na Dzikim Zachodzie. Bohaterowie wyruszają z Milwaukee do Oklahomy, na terytorium Indian nieprzychylnych "bladym twarzom". Bohaterowie chcą to zmienić z pomocą wodza Czarnych Stóp. Okazuje się jednak, że spokój zakłóca tam banda oszustów zajmujących się nielegalnym wydobyciem ropy naftowej. Karol, Doktor i sprzymierzeni z nimi Komancze starają się przepłoszyć nafciarzy. Pożar szybu powoduje zniszczenie obozowiska i śmierć ludzi odpowiedzialnych za zagrabienie indiańskich ziem. Po wszystkim robotnicy, a także Gordon i Doktor, opuszczają terytorium Oklahomy.